# Ragazza del sud
Ragazza del sud è un brano musicale composto da Rosangela Scalabrino e arrangiamento di Raf Cristiano, pubblicato nel 1975 sul 45 giri Ragazza del sud/Nina la bionda; la canzone fu presentata al Festival di Sanremo 1975 con l'interpretazione dell'autrice e si piazzò al 1º posto, vincendo il Festival.

## Storia e significato
In quell'anno il festival di Sanremo toccò il suo punto più basso per quel che riguarda il successo e l'audience, questo a causa del boicottaggio di alcune case discografiche che, in alcuni casi, non iscrissero alcun artista, e dalla conseguente scarsa copertura da parte della Rai, proprio per la mancanza dei nomi di richiamo (gli artisti più noti erano stati Rosanna Fratello, Angela Luce, Nico dei Gabbiani ed il gruppo La Quinta Faccia.; 
La premiazione del brano musicale creò uno strascico di polemiche: la critica giudicò la canzone e la cantante in maniera eccessiva, definendo il brano musicale che ricordava le atmosfere della sagra paesana e tutta la storia era stata definita come un episodio di sottocultura.;